# Championnat du Népal de football 2005-2006
Navigation
Saison précédente Saison suivante
La saison 2005-2006 du Championnat du Népal de football est la trente-sixième édition de la Martyr's Memorial ANFA A Division League, le championnat de première division au Népal. Les quinze formations de la capitale, Katmandou, sont réunies au sein d'une poule unique où elles s'affrontent deux fois au cours de la saison. Les deux derniers du classement final sont relégués et remplacés par le champion de deuxième division. Toutes les rencontres sont disputées au Stade Dasarath Rangasala. 
C'est le Manang Marsyangdi Club qui remporte la compétition cette saison après avoir terminé en tête du classement final, avec cinq points d'avance sur le tenant du titre, Three Star Club et sept sur Tribhuvan Army Club. Il s'agit du sixième titre de champion du Népal de l'histoire du club.

## Les clubs participants
- New Road Team
- Manang Marsyangdi Club
- Rani Pokhari Corner Team
- Friends Club
- Jawalakhel Youth Team
- Sankata Boys Sports Club
- Boys Union Club
- Boudha FC - Promu de D2
- Machhindra Bahal Club - Promu de D2
- Gyanendra APF Team - Promu de D2
- Brigade Boys Club
- Mahavir Club
- Tribhuvan Army Club
- Mahendra Police Club
- Three Star Club

## Compétition
Le barème de points servant à établir le classement se décompose ainsi :
- Victoire : 3 points
- Match nul : 1 point
- Défaite : 0 point

### Classement
| Rang | Équipe                   | Pts | J  | G  | N | P  | Bp | Bc | Diff |
| ---- | ------------------------ | --- | -- | -- | - | -- | -- | -- | ---- |
| 1    | Manang Marsyangdi Club   | 68  | 28 | 21 | 5 | 2  | 84 | 20 | +64  |
| 2    | Three Star ClubT         | 63  | 28 | 19 | 6 | 3  | 65 | 18 | +47  |
| 3    | Tribhuvan Army Club      | 61  | 28 | 19 | 4 | 5  | 67 | 30 | +37  |
| 4    | Mahendra Police Club     | 60  | 28 | 17 | 9 | 2  | 52 | 18 | +34  |
| 5    | Gyanendra APF TeamP      | 46  | 28 | 13 | 7 | 8  | 53 | 31 | +22  |
| 6    | New Road Team            | 44  | 28 | 12 | 8 | 8  | 51 | 33 | +18  |
| 7    | Rani Pokhari Corner Team | 37  | 28 | 10 | 7 | 11 | 52 | 61 | -9   |
| 8    | Sankata Boys Sports Club | 34  | 28 | 10 | 4 | 14 | 46 | 56 | -10  |
| 9    | Brigade Boys Club        | 32  | 28 | 10 | 2 | 16 | 51 | 68 | -17  |
| 10   | Boys Union Club          | 28  | 28 | 7  | 7 | 14 | 37 | 67 | -30  |
| 11   | Jawalakhel Youth Team    | 27  | 28 | 6  | 9 | 13 | 39 | 50 | -11  |
| 12   | Friends Club             | 26  | 28 | 6  | 8 | 14 | 27 | 46 | -19  |
| 13   | Machhindra Bahal ClubP   | 26  | 28 | 7  | 5 | 16 | 33 | 59 | -26  |
| 14   | Mahavir Club             | 22  | 28 | 6  | 4 | 18 | 28 | 74 | -46  |
| 15   | Boudha FCP               | 11  | 28 | 2  | 5 | 21 | 26 | 80 | -54  |

|  | Qualification pour la Coupe du président de l'AFC 2006 |
|  | Relégation en deuxième division                        |
|  | T : Tenant du titre P : Promu de deuxième division     |

## Bilan de la saison
| Championnat du Népal de football 2005-2006           |                                   |
| Champion                                             | Manang Marsyangdi Club (6e titre) |
| Qualifications continentales                         |                                   |
| Coupe du président de l'AFC 2006                     | Manang Marsyangdi Club            |
| Promotions et relégations                            |                                   |
| Promus en Martyr's Memorial ANFA A Division League   | Saraswoti Youth Club              |
| Relégués en Martyr's Memorial ANFA B Division League | Mahavir Club                      |
| Relégués en Martyr's Memorial ANFA B Division League | Boudha FC                         |